# قنبرمحله (تالش)
قنبرمحله، روستایی در دهستان نیل‌رود بخش جوکندان شهرستان تالش در استان گیلان ایران است.

## جمعیت
بر پایه سرشماری عمومی نفوس و مسکن در سال ۱۳۹۵، جمعیت این روستا برابر با ۹۵۴ نفر (۲۸۱ خانوار) بوده است.